# Oxathres
Oxathres es un género de escarabajos longicornios de la tribu Acanthocinini.

## Especies
- Oxathres boliviana Monne & Tavakilian, 2011
- Oxathres decorata Monné, 1990
- Oxathres erotyloides Bates, 1864
- Oxathres griseostriata Monné M. A. & Monné M. L., 2012
- Oxathres guyanensis Monne & Tavakilian, 2011
- Oxathres implicata Melzer, 1926
- Oxathres lewisi Audureau, 2013
- Oxathres maculosa Monne & Tavakilian, 2011
- Oxathres muscosa Bates, 1864
- Oxathres navicula Bates, 1864
- Oxathres ornata Monné, 1976
- Oxathres proxima Monné, 1976
- Oxathres quadrimaculata Monné, 1976
- Oxathres scripta Lacordaire, 1872
- Oxathres simillima Monné M. A. & Monné M. L., 2012
- Oxathres sparsa Melzer, 1927